# بوسه‌ناز سورمنلی
بوسه‌ناز سورمنلی (ترکی استانبولی: Busenaz Sürmeneli؛ زادهٔ ۲۵ ژوئن ۱۹۹۸) بوکسور اهل ترکیه است. او اولین زن در تاریخ المپیک کشور ترکیه است که در رشته بوکس مدال طلا گرفته است.  

## زندگی شخصی
سورمنلی در ۲۵ مه ۱۹۹۸ در بورسا ترکیه متولد شد. او در ترابزون بزرگ شد، جایی که خانواده‌اش به خاطر حرفه پدرش به آنجا نقل‌مکان کرده بودند. در دوران کودکی او می‌خواست در تیم ملی فوتبال بازی کند. در ده‌سالگی، با راهنمایی‌های، مدیر فنی تیم ملی مشت‌زنی ترکیه، به بوکس رفت. او تربیت‌بدنی و ورزش را در دانشگاه ترابزون  خوانده است.

## سبقه بوکس
او چندین بار در مسابقات قهرمانی جوانان قهرمان شد.
سورمنلی مدال نقره مسابقات قهرمانی مشت‌زنی غیرحرفه‌ای اتحادیه اروپا را در سال ۲۰۱۷ در کاشا، استان پروجا ایتالیا گرفت. او در مسابقات قهرمانی مشت‌زنی غیرحرفه‌ای مسابقات قهرمانی مشت‌زنی آماتور اروپایی زنان در الکوبنداز اسپانیا مدال برنز را کسب کرد. او در مسابقات قهرمانی مشت‌زنی جهانی ۲۰۱۴ اتحادیه بین‌المللی بوکس جهان که در اولان اوده روسیه برگزار شد قهرمان جهان شد. او در فوریه ۲۰۲۰ مدال طلا را در رده ۶۹ کیلوگرم مسابقات بین‌المللی مشت‌زنی بین‌الملل بوکسکای که در دبرتسن مجارستان برگزار شد، دریافت کرد.
سورمنلی در نیمه دوم المپیک تابستانی ۲۰۲۰ قهرمان المپیک شد و مدال طلا گرفت. 